# Луценко, Валерий Фёдорович
Вале́рий Фёдорович Луце́нко (28 апреля 1940, Лазо, Иманский район, Приморский край, СССР — 17 сентября 2012, Владивосток, Россия) — советский государственный и партийный деятель, организатор производства, председатель Приморского крайисполкома (1986—1990).

## Биография
В 1962 г. с красным дипломом окончил механический факультет Дальневосточного политехнического института (ДВПИ) имени В. В. Куйбышева.
- 1962—1969 гг. — инженер; начальник цеха инструмента и оснастки (цех № 21) завода «Прогресс» в гор. Арсеньеве;
- 1969—1978 гг. — секретарь парткома завода,
- 1978—1981 гг. — главный инженер объединения,
- 1981—1986 гг. — генеральный директор завода «Прогресс» в г. Арсеньеве. Завод под его руководством выпускал боевую и тренировочную авиатехнику, ремонтировал самолёты и вертолёты, производил ракеты морского базирования, последней из которых была ракета «Москит». Генеральный директор лично готовил к выпуску вертолёт Ми-24.
- 1986—1990 гг. — председатель Приморского крайисполкома. За эти годы построены и введены в эксплуатацию очистные сооружения в посёлке Штыково, возведён хирургический корпус краевой клинической больницы, сданы в эксплуатацию спортивный комплекс «Олимпиец» и океанариум во Владивостоке. За четыре года в Приморье ввод жилой площади возрос с 970 тыс. м² до 1,13 млн м². Ежегодно открывались школы на 5-7 тысяч мест, детские сады — до 7 тысяч мест, было введено в строй больниц на 600 коек. Во Владивостоке был построен кинотеатр «Москва».

Возглавлял Фонд имущества Приморского края, затем являлся генеральным директором полиграфической компании «Поликон».